# Sint-Lambertuskerk (Engelen)
De Sint-Lambertuskerk in Engelen (gemeente 's-Hertogenbosch) is een rooms-katholieke kerk aan de Graaf van Solmsweg. De kerk heeft als patroonheilige Sint-Lambertus.
De eerste vermelding van een kerkje in Engelen dateert van omstreeks 1147. In 1285 verkreeg de Abdij van Berne het patronaatsrecht, waarmee de Norbertijnen de bediening van de parochie in Engelen. Dit kerkje was een tufstenen gebouw.
Aan het einde van de vijftiende eeuw wordt er een kruiskerk gebouwd. Deze kerk is in 1587 verwoest. Het priesterkoor is sindsdien in handen van de hervormde kerkgemeenschap.
Omstreeks 1610 is de parochie in Engelen opgeheven. De katholieken gingen eerst in Bokhoven naar de kerk. Later ging men naar Orthen. Pas in 1797 werd de parochie in Engelen opnieuw opgericht en is sindsdien altijd een zelfstandige parochie gebleven. In 1830 werd er een waterstaatskerk gebouwd, maar deze werd na 100 jaar intensief gebruik afgebroken, omdat het gebouw bouwvallig was geworden.
De huidige kerk is gebouwd in 1933 in expressionistische stijl, waarbij het interieur door baksteen wordt gedomineerd en een vrij uitzicht op het altaar werd gecreëerd. Architect was H. de Graaf.